# М-11

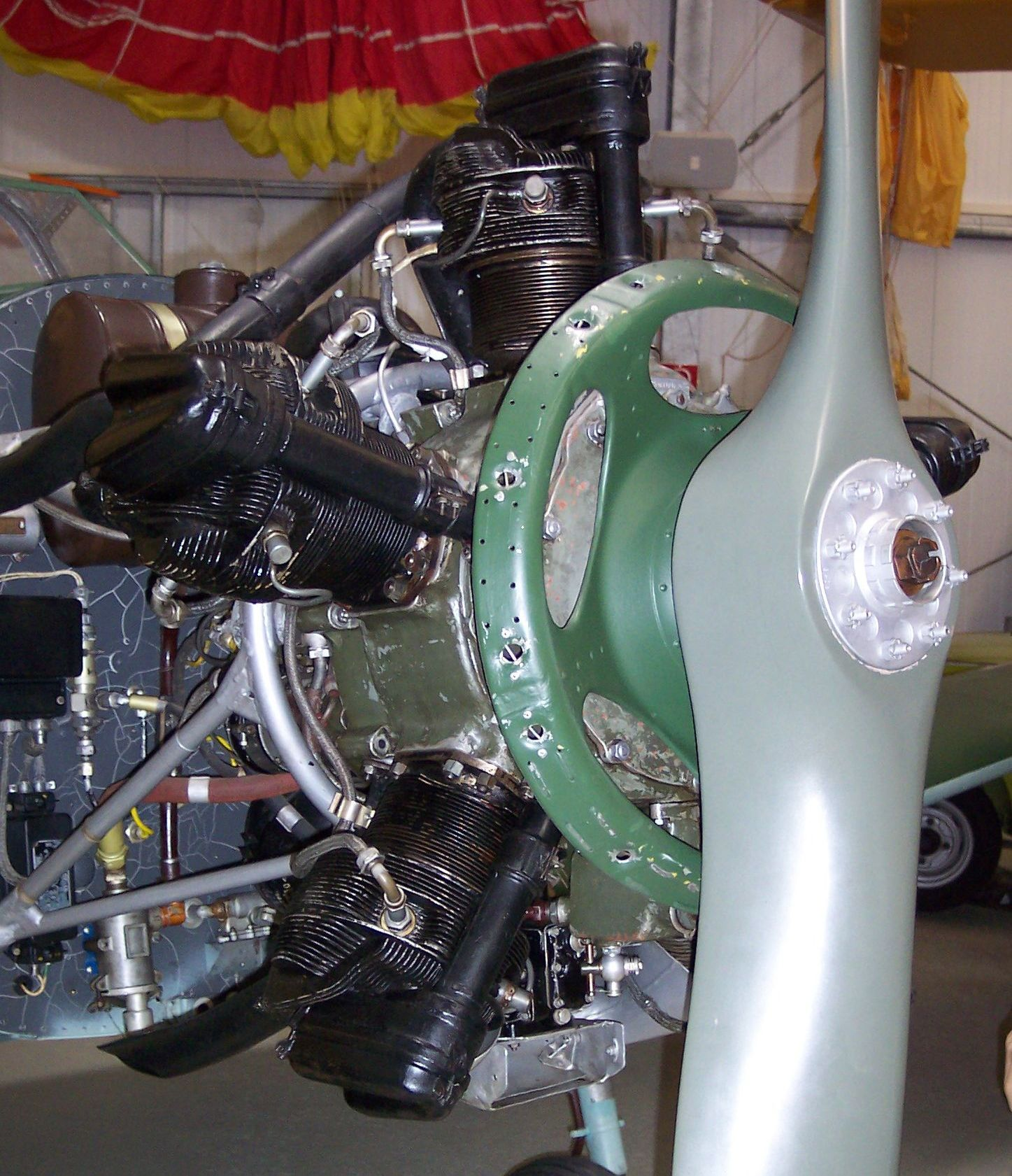

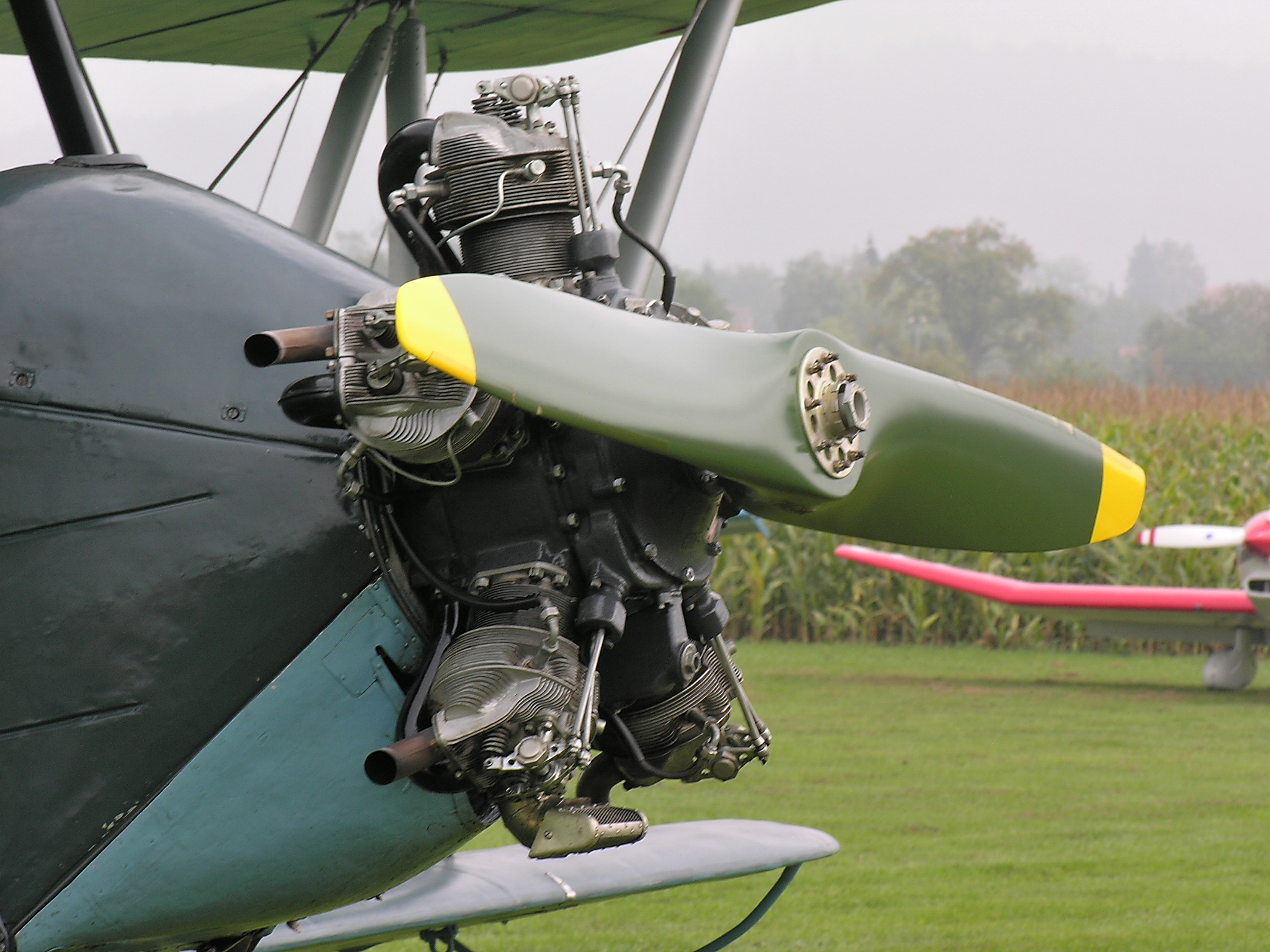
Двигун М-11РФ на літаку По-2.

М-11 - поршневий п'ятициліндровий двигун повітряного охолодження з радіальним розташуванням циліндрів. Він став першим серійним радянським двигуном, розробленим конструкторським бюро Державного авіазаводу № 4 («Мотор») в рамках конкурсу на створення мотора для навчальних літаків взамін двигуна М-2-120, вигравши його 28 листопада 1926. Простота конструкції і низька вартість виробництва М-11 дозволили йому витіснити М-2. Головним інженером був А. Д. Швецов.
За своїми характеристиками двигун не поступався найкращим зарубіжним двигунам свого класу. Конструкція його була досить оригінальна, зокрема, привід до клапанів здійснювався не від центральної кулачкової шайби, як у більшості зіркоподібних моторів, а від окремих для кожного циліндра кулачкових валиків. Також було застосовано нове в той час різьбове з'єднання литої алюмінієвої головки циліндра зі сталевою гільзою. До недоліків можна було віднести застосування підшипників кочення для головного шатуна, що призвело до низького ресурсу порядку 50 годин у перших двигунів. У 1927 році серійне виробництво передали на Державний авіазавод № 9 ("Мотор Січ"), де в липні 1930 р. був організований дослідно-конструкторський відділ під керівництвом А.С.Назарова, який виконав велику роботу з удосконалення мотора: був перероблений повністю кривошипно-шатунний механізм на підшипники ковзання, проведені зміни у циліндро-поршневій групі, значно вдосконалена технологія виробництва та збирання мотора та ін. Ресурс мотора безперервно збільшувався: в 1932 році ресурс становив 200 годин, в 1936 році - вже 400 годин. Серійно М-11 виготовлявся до 1952 року. Загалом було випущено понад 50 тис. двигунів. В 1959 році вийшов наказ про повне списання з експлуатації в клубах і школах ДТСААФ двигуна М-11 та його модифікацій. 

## Модифікації[2]

### М-11А, М-11Б
Змінена технологія виробництва головок і гільз циліндрів, випускалися з 1932 по 1940 роки.

### М-11В
Замінені шарикові підшипники головного шатуна на підшипник ковзання, змінена конструкція колінчастого валу, випускалися з 1932 по 1940 роки.

### М-11Г
Технологічно поліпшене лиття, перехід з німецьких карбюраторів «Клодель» (2 карбюратора на мотор) на один вітчизняний карбюратор К-11. Випускалися з 1932 по 1940 роки.
Технічні характеристики
- Робочий об'єм: 8,6л
- Ступінь стиснення: 5,0
- Маса двигуна: 160 кг
- Потужність:
  - на злітному режимі: 110 к.с.
  - на крейсерському режимі: 100 к.с.
- Частота обертання: 1650 об/хв
- Питома маса: 1,6 кг/к.с.
- Літрова потужність: 11,63 к.с./л

### М-11Д
У зв'язку з переходом на більш якісні матеріали для колінчастого валу, пальців і шатунів підвищилися обороти колінчастого валу до 1750 об/хв, підвищився ресурс мотора через перехід з касторової оливи на мінеральну МК-20. Замість магнето «Сцінтілла» встановили вітчизняні БСМ-5. Потужність мотора М-11Д досягла 125 к.с. Саме М-11Д пройшов всю Другу світову війну на літаках По-2ВС, По-2НШ, Як-6, Ут-1, Ут-2, Ш-2. М-11Д випускався з 1940 по 1947 роки.
Технічні характеристики
- Робочий об'єм: 8,6л
- Ступінь стиснення: 5,0
- Маса двигуна: 165 кг
- Потужність:
  - на злітному режимі: 125 к.с.
  - на крейсерському режимі: 115 к.с.
- Частота обертання: 1760 об/хв
- Питома маса: 1,43 кг/к.с.
- Літрова потужність: 13,37 к.с./л

### М-11К, М-11Л
Вдосконалені двигуни, мали систему запуску стисненим повітрям, їх конструкція дозволяла використовувати металевий гвинт. Випускалися з 1946 р.
Технічні характеристики М-11Л
- Робочий об'єм: 8,6л
- Ступінь стиснення: 5,0
- Маса двигуна: 165 кг
- Потужність:
  - на злітному режимі: 125 к.с.
  - на крейсерському режимі: 115 к.с.
- Частота обертання: 1760 об/хв
- Питома маса: 1,43 кг/к.с.
- Літрова потужність: 13,37 к.с./л

### М-11ФР-1
Ступінь стиснення була збільшена до 5,5 у зв'язку з появою нових бензинів (Б-70), встановлена система повітряного запуску, замість карбюратора К-11 встановлений карбюратор К-11БП (безпоплавковий), встановлений аеромеханічний повітряний гвинт змінюваного кроку В-501, а також повітряний компресор, вакуум-насос, генератор, екранована система запалювання.

### М-11ФР
Подальші роботи по поліпшенню двигуна М-11ФР-1 призвели до випуску М-11ФР. На мотор встановили регулятор оборотів Р-2. З 1948 року цей мотор став випускатися серійно. Він встановлювався на навчальні літаки Як-18У, Як-12, Ш-2 післявоєнного випуску. Мотор дозволяв виконувати акробатичні польоти. Потужність М-11ФР зросла до 160 к.с. на 1900 оборотах на хвилину.
З 1954 р. М-11ФР випускався в Китаї.
Технічні характеристики
- Робочий об'єм: 8,6л
- Ступінь стиснення: 5,5
- Маса двигуна: 180 кг
- Потужність:
  - на злітному режимі: 160 к.с.
  - на крейсерському режимі: 140 к.с.
- Частота обертання: 1900 об/хв
- Питома маса: 1,29 кг/к.с.
- Літрова потужність: 16,27 к.с./л

### М-11ФРН
Подальша модернізація мотора М-11ФРН з установкою відцентрового нагнітача вже не мала успіху, тому що нагнітач не мав мультиплікатора (щоб не ускладнювати конструкцію) для підвищення оборотів крильчатки. Надув виявився невисоким, добавка потужності склала всього 10 к.с. при цьому двигун ставав доволі важчий і ускладнювалась його конструкція. М-11ФРН в серію не пішов.

### МГ-11
Цивільна модифікація двигуна М-11 із зниженим ступенем стиснення до 4,9 і збільшеним діаметром циліндра, і ходом поршня для того, щоб компенсувати втрачену через зниження ступеня стиснення потужність двигуна. МГ-11 розвивав потужність 150 к.с. Двигун випускався з 1933 по 1937 роки.

### МГ-21
Зі збільшеною кількістю циліндрів в одному блоці до 7. МГ-21 розвивав потужність 240 к.с.

### МГ-31
Подальша модифікація МГ-11 – дев’ятициліндровий МГ-31 потужністю 330 к.с.